# FUFOR
Il Fondo per la Ricerca sugli UFO (FUFOR) è un'organizzazione privata statunitense senza scopi di lucro fondata nel 1979, che attualmente ha sede ad Alexandria (Virginia).
Ha lo scopo di finanziare la ricerca e la divulgazione nel campo dell'ufologia e assegna i fondi a progetti approvati da un comitato nazionale. Dal 1980 ha finanziato ricerche su numerose attività riguardanti gli UFO (inchieste su avvistamenti, analisi di fotografie, studio e diffusione di documenti declassificati dal governo statunitense, conferenze internazionali, ecc.). L'organizzazione pubblica ogni anno rapporti sugli UFO e monografie; inoltre assegna il "Premio giornalistico Donald E. Keyhoe" ad articoli di argomento ufologico.
Il FUFOR collabora con altre due associazioni ufologiche statunitensi, il MUFON e il CUFOS, con cui ha dato vita all'UFO Research Coalition.

## Presidenti del FUFOR
- 1979-1992: Bruce Maccabee
- 1992-1998: Richard Hall
- 1998-presente: Don Berliner